# Faristodiplosis aculeata
Faristodiplosis aculeata är en tvåvingeart som beskrevs av Fedotova 2006. Faristodiplosis aculeata ingår i släktet Faristodiplosis och familjen gallmyggor. Inga underarter finns listade i Catalogue of Life.